# Новожилов, Виктор Иванович
Виктор Иванович Новожилов (род. 21 сентября 1939 г., с. Дарьино, Калининская область) — советский и российский военачальник, генерал-полковник.

## Биография
Окончил 1-е гвардейское Ульяновское танковое училище имени В. И. Ленина (1959—1962), Военную академию бронетанковых войск имени Маршала Советского Союза Р. Я. Малиновского, Военную академию Генерального штаба Вооружённых Сил имени К. Е. Ворошилова
Службу проходил командиром взвода, роты, батальона, танкового полка, начальником штаба танковой дивизии, командиром мотострелковой дивизии, 1-м заместителем командующего и командующим 51-й общевойсковой армией (сентябрь 1984 — январь 1987), 1-м заместителем командующего (октябрь 1987 — январь 1989) и командующим (январь 1989 — 28 апреля 1992) войсками Дальневосточного военного округа, начальником 1-х Центральных высших офицерских курсов имени Маршала Советского Союза Б. М. Шапошникова (28 апреля 1992—1998).
22 марта 1989 г. присвоено звание генерал-лейтенанта, 21 июля 1990 г. — генерал-полковника.
Награждён орденами Красного Знамени и «За службу Родине в Вооружённых Силах СССР» III степени.

## Скандалы
«Снятие Новожилова с должности командующего войсками ДВО вызвало брожение среди сотрудников контрольно-инспекционной группы ДВО по спецдеятельности (контроль за ядерным оружием). По мнению инспекторов, Новожилов был „последним честным генералом в округе, за что и пострадал“. Его нынешнюю должность — начальник офицерских курсов „Выстрел“ — они расценивают как жестокую опалу…»
«Следствие установило, что генеральный директор „ДальРЭО“ Игорь Неклюдов, используя давнее знакомство Николая Данилюка (бывший председатель Хабаровского краевого Совета народных депутатов) с командующим войсками Дальневосточного военного округа Виктором Новожиловым, получал десятки единиц военной техники по остаточной, минимальной стоимости. В собственность „ДальРЭО“ были также получены здание военного университета и дачный комплекс Военного совета Дальневосточного военного округа — дача В. К. Блюхера (там после 1945 года содержался император Маньчжурии Пу И). „ДальРЭО“ комплекс достался всего за 4,8 млн рублей, а его реальная стоимость в несколько десятков раз превышает эту цифру».
«Интересен и тот факт, что в Хабаровске прошел ряд судебных процессов в отношении некоторых госслужащих, которые, используя свои посты, занимались незаконной коммерческой деятельностью. По одному из дел проходил, в частности, и начальник налоговой инспекции Иван Евдокимов. Он вместе с бывшим председателем краевого Совета народных депутатов, народным депутатом СССР Николаем Данилюком и командующим округом генералом-полковником Виктором Новожиловым организовал коммерческую структуру „Конверсия-1“ и стал её совладельцем. „Конверсия“ через фирму „Гермес“ (создателем её был народный депутат СССР Василий Котик) занималась незаконной продажей военной техники другим фирмам.»
За справочно-биографическую статью «Полномочное древо полпреда Ишаева» в газете «Хабаровский Экспресс» в апреле 2011 года, где упоминался В. И. Новожилов, на журналистов в 2011 году высокопоставленные лица подали сразу шесть однотипных исков (в списке: Ю. Л. Хризман — генерал-лейтенант, тогдашний начальник ФГУП «ГУ специального строительства по территории ДФО при Федеральном агентстве спецстроительства» — Дальспецстрой, член политсовета Хабаровского РО «Единая Россия»; В. А. Баранов — генерал-майора милиции, экс-начальник УВД по Хабаровскому краю (2001—2007); В. С. Чечеватов — генерал-полковник в отставке, экс-командующий войсками ДВО (1992—1999); А. Г. Шишкин — тогдашний депутат Государственной думы РФ от «Единой России» — региональная группа № 29 Хабаровский край, Еврейская автономная область, ныне сенатор от Хабаровского края), в том числе два иска поступило в Центральный районный суд Хабаровска от Новожилова В. И. с требованием возмещения морального вреда в 500 тыс. рублей за иск. А начинался каждый иск так: «Из контекста статьи следует, что в Хабаровском крае создано преступное сообщество — „дерево“…»
Журналист газеты «Хабаровский Экспресс» Ирина Харитонова заявляла:

 «Нам устроили настоящее судилище в хабаровских судах. Было бы за что — убили! А все потому, что мы посмели против шерсти „погладить“ самого полпреда в ДФО Виктора Ивановича Ишаева. За два года мы до сих пор не вышли из судебных процессов. И тут бесполезно что-либо доказывать».

Вот что признал суд несоответствующим действительности:
Новожилов Виктор Иванович: был другом журналиста «Известий» Бориса Резника. Вместе ездили в Японию, где генерал приобрел на аукционе авто. За чей счет эти поездки и покупки - не известно. После отставки Виктор Новожилов уехал в Москву и поселился на знаменитом Рублевском шоссе
То есть, по суду надо опровергнуть, что бывший командующий ДВО генерал Виктор Новожилов живет на Рублевском шоссе, причем, все повестки Новожилову высылали на Рублевское шоссе, и в самом иске у него значился обратный адрес — Рублевское шоссе. Судья на это разводила руками: «Что я могу сделать, истец требует это (место жительство — Рублевское шоссе) опровергнуть!»
Между тем, вся информация в статье «Полномочное древо полпреда Ишаева» о В. И. Новожилове ранее была опубликована в ст. «Крысы. Серость только тогда становится заметной, когда пожирает все другие цвета» газеты-еженедельника «Проспект плюс», № 42(67), 24-30.10.1996 г. (на тот момент зарегистрирована в Региональной инспекции по защите свободы печати и средства массовой информации. Рег. номер Л 0433).
Журналистам газеты «Хабаровский Экспресс» присудили выплатить за причиненный моральный ущерб 210 тысяч рублей, в частности, Новожилову В. И. по 20 тыс. рублей от каждого из двоих журналистов (всего 40 тыс. рублей).
Российский правозащитник и диссидент со стажем, Владимир Шаклеин, в 2012 году, по прибытии в Хабаровск, встретился с журналистами и увидел признаки «заказных» судебных решений. Журналисты обратились в Европейский суд по правам человека, подав жалобы. 7 декабря 2021 года ЕСПЧ установил нарушение статьи 10 Конвенции (Свобода выражения мнения).